# Bœuf bourguignon

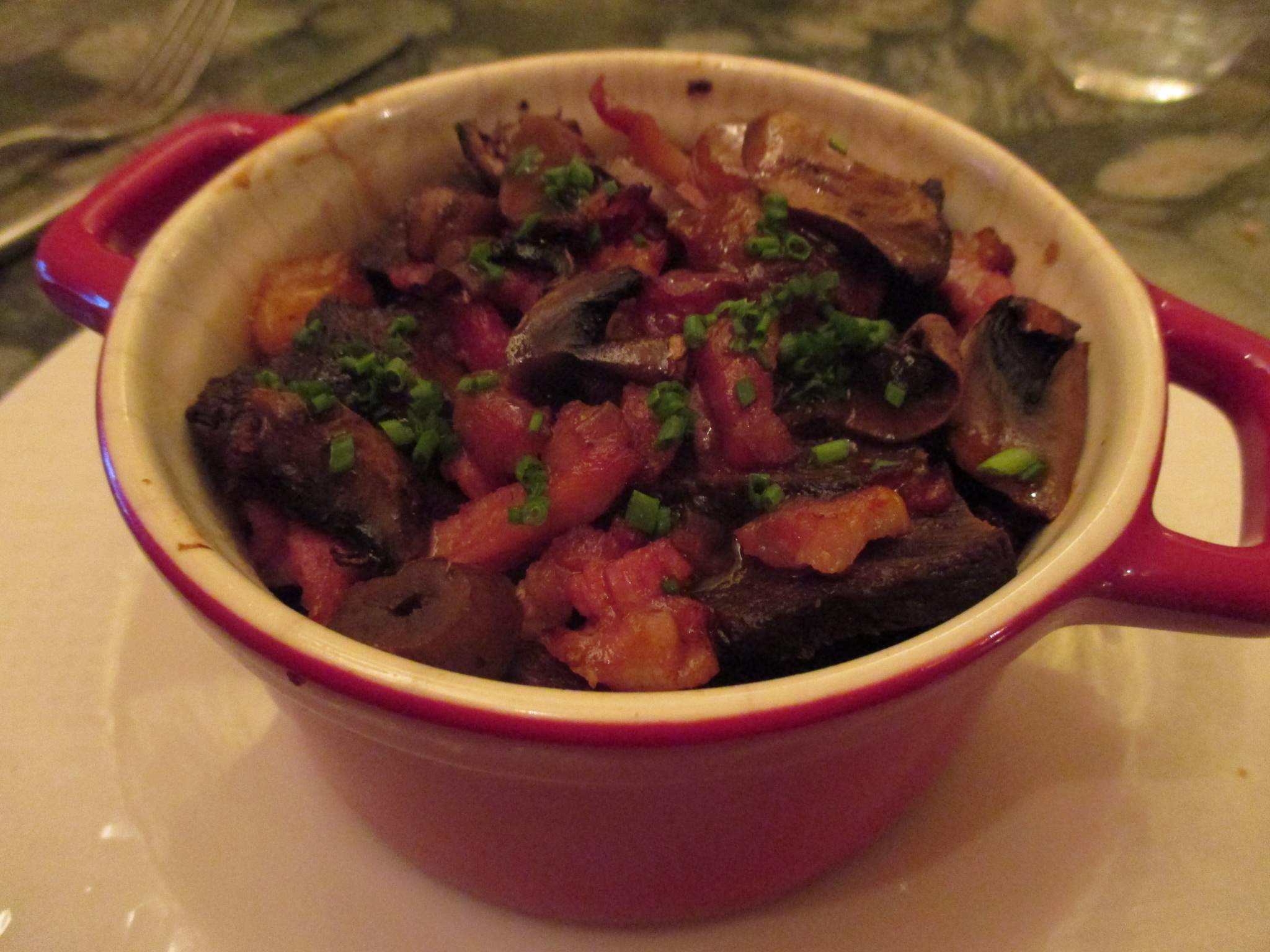
Bœuf bourguignon

Bœuf bourguignon (burgundisk köttgryta) är ett franskt recept på en mustig, vinkokt köttgryta. Maträtten är fransk husmanskost och kommer ursprungligen från regionen Bourgogne. Rätten heter egentligen bœuf à la bourguignonne ('köttgryta på burgundiskt vis'), men även i Frankrike kallas den oftast bœuf bourguignon.
Huvudingrediensen är nötkött, gärna högrev, som skärs i tärningar och bryns. Köttet sjuds därefter drygt tre timmar på svag värme i rött vin, vanligen tillsammans med vitlök, timjan, lagerblad, tomatpuré, rökt sidfläsk, hackad morot, lök och oxbuljong. Mot slutet lägger man i brynta champinjoner, samt vinbräserade smålökar eller schalottenlök. Vill man vara riktigt ambitiös bryner man också det mjölpudrade köttet i ugnen innan det läggs i grytan. Då ska man även sila av grönsakerna, fläsket och kryddorna när allt är färdigkokt. Sedan reduceras såsen till tjockare konsistens. På slutet lägger man tillbaka köttet i såsen och serverar rätten tillsammans med pasta, potatis eller ris.